# Mundstuhl (Sendung)
Mundstuhl ist eine Comedyserie des gleichnamigen Duos auf Comedy Central. Aus einem Hobbykeller moderieren Ande Werner und Lars Niedereichholz ihre Einspieler an, in denen sie in diverse Rollen schlüpfen. Teilweise wurden bereits bekannte Sketche aus den Programmen von Mundstuhl verwendet.

## Rubriken

### Dragan & Alder
Dragan (Lars) & Alder (Ande) sind die bekanntesten Rollen von Mundstuhl. Sie machten mit ihnen die Kanak Sprak populär. In den Sketchen erzählen beide von Erlebnissen aus ihrem Leben – beispielsweise von dem Gedicht des „Otannebaums“ oder vom Einfrieren eines Menschen, um diesen in der Zukunft wieder aufzutauen. Oftmals streiten sie sich jedoch darum, wer zum Beispiel den besseren Klingelton oder die meisten Allergien hat.

### Peggy & Sandy
Peggy (gespielt von Lars) hat drei Kinder, ist zweimal geschieden, arbeitet im Sonnenstudio und ist 23 Jahre alt. Sandy (gespielt von Ande) ist ein Jahr älter, arbeitslos und hat auch drei Kinder, die ihr allerdings schon weggenommen wurden. Ihr ältester Sohn ist 13 Jahre alt, und sie ist zweifache Oma. In der Küche berichten sie sich gegenseitig von ihren Problemen. Eines der drei Kinder von Peggy heißt Justin. Justin hat nach der Hauptschule auf die Sonderschule gewechselt und trägt mehrere Tätowierungen – unter anderem ein spiegelverkehrtes Hakenkreuz auf der Stirn.
Zu Beginn und am Ende jedes Einspielers hört man Zitate von Politikern der DDR. Zum einen den Satz „Ist es denn wirklich so, dass wir jeden Dreck, der vom Westen kommt, nun kopieren müssen?“ von Walter Ulbricht und zum anderen das Erich-Honecker-Zitat „Die Mauer wird in 50 und auch in 100 Jahren noch bestehen bleiben, wenn die dazu vorhandenen Gründe noch nicht beseitigt sind.“

### Amazing Products
Hierbei handelt es sich um eine Parodie auf Verkaufssendungen. Die amerikanischen Moderatoren Bob und Bob präsentieren mit Akzent handelsübliche Produkte für andere Verwendungszwecke. So wird zum Beispiel eine Klobürste als überteuerte Zahnbürste und ein Toaster als Handbräuner verkauft.

### Schwule im Supermarkt
In Lack, Leder und Netzhemd spielen Mundstuhl in dieser Rubrik zwei unbenannte Homosexuelle im Supermarkt. Die Handlung ist immer die Gleiche: Lars wartet als Angestellter auf Kundenanfragen zu Lebensmitteln. Eine kriegt er dabei stets von Ande.

### Die Schneiders
Auf einem Bild mit zwei Anzügen wurden Mund und Kinn von Lars und Ande verkehrt herum als Kopf eingefügt. Durch die Barthaare am Kinn und aufgeklebte Augen hat man so zwei Gesichter. Während Ande Martin Schneider imitiert, versucht sich Lars als Helge Schneider. Weitere Eigenschaften wie die Aussprache der beiden und das stetige Erwähnen des „Aschebescher“ wurden ebenfalls übernommen.

### Grilltips mit Grillschorsch
Auch beim Grillschorsch (Ande) handelt es sich um eine Figur aus bereits bestehenden Programmen vom Mundstuhl. Er gibt ironische Ratschläge, die beim Grillen in Wirklichkeit nicht empfehlenswert sind.

### German School Massacre
Hierbei handelt es sich um einen Werbespot für ein fiktives Computerspiel, der in immer wieder abgewandelter Form eingespielt wird. Lars sitzt in Bundeswehrkleidung vor einem PC-Monitor und tippt hektisch auf der Tastatur. Im Hintergrund sind Schüsse und Bombenexplosionen aus dem Spiel zu hören. Ein Sprecher (Lars) preist das Spiel an und zählt verschiedene Möglichkeiten des Spiels auf, z. B.: „Hol dir den durchgeknallten Hausmeister als Komplizen!“ Des Weiteren gibt es Abwandlungen als Vorschool- und Waldorf School Massacre. Als Abschluss jedes Spots wird der Refrain „School's out forever“ aus dem Lied „School’s Out“ von Alice Cooper gespielt.
In einem Outtake von Amazing Products wurde ebenfalls „German School Massacre“ erwähnt, indem Lars als der neue Chef von Bob am PC sitzend auf die Tastatur hämmert und „German School Massacre“ mit der gleichen Stimme des Sprechers im Spot ausspricht.

## Nebenrubriken
- Ande und Lars testen das Taunus Wunderland: Diese Aktion wird von Ande mit verstellter Stimme angesagt, nachdem Lars ihn dazu aufgefordert hat. In der ersten Szene im Taunus Wunderland ist zu sehen, wie Lars und Ande sich über ein an einen Baum gepinntes Papierschild unterhalten. In der zweiten Szene wagen sie sich auf einen „Freefalltower“, der etwa 25 Meter hoch ist und über ein Seil, das man selber ziehen muss, den Sitzplatz nach oben befördert.
- Fledermausmann und Robert: Eine Batman-Parodie, in der man die beiden bislang nur dabei sehen konnte, wie sie ein eigenes Batmobil, das „Fledermausmobil“, konstruieren.
- Die Attentäter: Einspieler aus dem Jahr 2002. Mit einem Turban aus einem Küchentuch, einem langen Bart wie Osama bin Laden und Sprengstoff um dem Bauch laufen Lars und Ande durch die Stadt und versuchen sich vergebens in die Luft zu sprengen.